# Superstore – Az agyament műszak
A Superstore – Az agyament műszak (eredeti címén Superstore) amerikai televíziós sorozat, műfaja szituációs komédia. A széria alkotója Justin Spitzer, aki 2019-ig a sorozat showrunnere is volt.  Főszereplői America Ferrera, Ben Feldman, Lauren Ash, Nichole Sakura, Colton Dunn, Nico Santos és Mark McKinney. Bemutatója 2015. november 30-án volt az amerikai NBC csatornán. Az első epizódokat az IGN úgy ítélte meg, hogy "nem a legeredetibb, de van benne potenciál". A sorozat hatodik évada 2020 októberében indult. Később, decemberben kiderült, hogy a sorozat véget fog érni a hatodik évad után. Az utolsó epizódot március 25-én sugározta az NBC.

## Ismertető
A sorozat a Cloud 9 fikciós nagyáruház dolgozóinak életét mutatja be. A főszereplők Amy, aki tizenkét éve dolgozik az áruházban, Jonah, újonnan érkezett a boltba és az üzleti iskolát hagyta ott, hogy a boltban dolgozzon, Dina, a szigorú igazgatóhelyettes, aki sokszor goromba kollégáival, Garrett, aki kerekesszékes és sokszor szarkasztikus akár a vásárlókkal is, Mateo, aki egyidőben érkezik Jonah-val, valamint nagyon kompetitív, Cheyenne, aki szeret pletykálni Mateo-val, egy kicsit buta is és Glenn, aki a sorozat kezdetekor már több, mint 15 éve a bolt naiv igazgatója, feleségével legalább 11 gyereket fogadtak örökbe.

## Szereposztás[9]

### Állandó szereplők
| Szerep              | Színész         | Magyar hang (TV2 Comedy) | Magyar hang (SkyShowtime) |
| ------------------- | --------------- | ------------------------ | ------------------------- |
| Amy Sosa            | America Ferrera | Gáspár Kata              | Pekár Adrienn             |
| Jonah Simms         | Ben Feldman     | Szatory Dávid            | Előd Álmos                |
| Dina Fox            | Lauren Ash      | Nemes Takách Kata        | Kokas Piroska             |
| Garrett McNeill     | Colton Dunn     | Horváth Illés            | Varga Rókus               |
| Mateo Liwanag       | Nico Santos     | Hamvas Dániel            | Hamvas Dániel             |
| Cheyenne Lee        | Nichole Sakura  | Csuha Bori               | Csuha Bori                |
| Glenn Sturgis       | Mark McKinney   | Csankó Zoltán            | Csankó Zoltán             |
| Sandra Kaluiokalani | Kaliko Kuahi    |                          | Garami Mónika             |

### Visszatérő szereplők
| Szerep          | Színész          | Megjegyzés |
| --------------- | ---------------- | ---------- |
| Justine         | Kelly Schumann   | 62 epizód  |
| Marcus          | Jon Barinholtz   | 60 epizód  |
| Sayid           | Amir M. Korangy  | 38 epizód  |
| Carol           | Irene White      | 36 epizód  |
| Myrtle          | Linda Porter     | 34 epizód  |
| Jeff            | Michael Bunin    | 27 epizód  |
| Kelly           | Kelly Stables    | 22 epizód  |
| Janet           | Carla Renata     | 21 epizód  |
| Jerry           | Chris Grace      | 14 epizód  |
| Earl            | Will McLaughlin  | 14 epizód  |
| Bo              | Johnny Pemberton | 13 epizód  |
| Adam            | Ryan Gaul        | 10 epizód  |
| Isaac           | Steve Agee       | 10 epizód  |
| Tate            | Josh Lawson      | 9 epizód   |
| Emma Dubanowski | Isabella Day     | 7 epizód   |
| Eugene          | David Ferguson   | 7 epizód   |
| Corey           | Travis Coles     | 7 epizód   |
| Jerusha         | Kerri Kenney     | 6 epizód   |
| Cody            | Felipe Esparza   | 6 epizód   |

## Gyártás
2015 májusában az NBC rendelte be a sorozat első évadát. Az is kiderült, hogy America Ferrera és Ben Feldman lesznek a sorozat főszereplői. Ugyanekkor jelentették be a többi színész szereplését is a sorozatban. Az első epizódot költségvetési problémák miatt egy igazi áruházban forgatták le, a többi epizóddal ellentétben, amelyeket már egy Los Angeles-i stúdióban vettek fel. Mivel a stúdióban nem építhettek fel egy tízezer négyzetméteres boltot, (az amerikai óriásáruházak mérete gyakran eléri ezt a méretet) a művészeti vezetők tükröket használtak, hogy nagyobbnak tüntessék fel a mű-áruházat, mint amekkora valójában volt. 2016 februárjában a gyártó megújította a sorozatot, berendelve a második évadot. 2020 februárjában az NBC bejelentette, hogy America Ferrera elhagyja a Superstore-t az ötödik évad fináléja után.  2020 márciusában a sorozat forgatását fel kellett függeszteni, ez pedig áttolta America Ferrera karakterének kilépését a hatodik évadra. Decemberben kiderült, hogy a csatorna elkaszálta a sorozatot, aminek az utolsó részei 2021-ben fognak adásba kerülni.

## Nézettség
| Évad | Évadpremier nézettsége | Évadfinálé nézettsége | Átlagos nézettség |
| ---- | ---------------------- | --------------------- | ----------------- |
| 1    | 7,2 millió             | 4,7 millió            | 5,0 millió        |
| 2    | 5,4 millió             | 2,9 millió            | 3,9 millió        |
| 3    | 4,6 millió             | 3,0 millió            | 3,7 millió        |
| 4    | 3,2 millió             | 2,0 millió            | 3,0 millió        |
| 5    | 2,9 millió             | 3,0 millió            | 2,8 millió        |
| 6    | 2,8 millió             | 2,4 millió            | 2,2 millió        |

## Fogadtatás

### Kritikusi vélemények
Az Entertainment Weekly az alkotót, Justin Spitzer-t dicséri, kiemelvén az író nevettetői készségét, valamint a képességét, hogy megrendítse a nézőt. Ezzel együtt a kritikus, Jeff Jensen hozzáteszi, a sorozat lenézi a hipermarketek középosztályú vásárlóit, még ha nem is ezt próbálja tenni. Jensen a színészeket nagyszerűnek tartja, a karakterekkel ellentétben. Végül megjegyzi, a sorozat második része már jobban végzi a dolgát, megszeretteti a szereplőket a nézővel.

A második évadot és a sorozatot általában a Vox az egyik legjobban figyelmen kívül hagyott tévéműsorok közé sorolja. Elismeri a sorozat képességét a politikai témák bevonásában, úgy, hogy továbbra is hű maradjon a szituációs komédia műfajának, valamint az egyik legviccesebb műsornak nevezi.

A harmadik évadot a Roger Ebert kritikusa, Brian Tallerico folyamatosan fejlődőnek és alulértékeltnek nevezi, összehasonlítja az "Office"-szal, kiemelvén, hogy mind a karakterek, mind a sorozat kinézete az ál-dokumentumsorozatra hajaz. Tallerico azt is megemlíti, hogy annak ellenére, hogy a hasonlóság nagyon is látható a két mű között, a Superstore nem teszi rosszul a dolgát és minden héten megnevetteti a nézőt.

Az Indie Wire kritikusa, Ben Travers az átgondolt és okos történetírást teszi szóvá a negyedik évaddal kapcsolatban, a Me Too-mozgalom sikeres integrálását vígjátéksorozatba. A Tell-Tale TV azzal egészíti ki a korábbiakat, hogy szinte depresszíven pontos utánzata a valós kiskereskedelem világának.

Az ötödik évad premierjével kapcsolatban a Decider kritikusa, Brett White nevezi a Superstore-t erősebbnek, mint valaha, ezen kívül pedig megdicséri az önbizalmát, amit a "legjobb fajta önbizalom"-nak nevez. White elismerő szavakkal illeti azokat a történetszálakat is, amelyek közelebb hozzák a karaktereket a nézőhöz.

### Weboldalak értékelései
Az Internet Movie Database felhasználói értékelésének átlageredménye 7,8 pont a tízből, ami 60 ezer felhasználó szavazatán alapul. A Rotten Tomatoes weboldal értékelőinek eredménye 80 százalék, míg a kritikusi vélemények átlaga 93 lett. A Metacritic weboldal kritikusai a sorozatnak átlagosan 58 pontot adtak a százból, a Common Sense Media felhasználói pedig három csillagra értékelték az ötből.

## Díjak és jelölések
| Év   | Díj                          | Kategória                                                             | Jelölt | Eredmény |
| ---- | ---------------------------- | --------------------------------------------------------------------- | --- | -------- |
| 2020 | Critics' Choice Awards       | Legjobb mellékszereplő vígjátéksorozatban                             | Nico Santos | Jelölve  |
| 2020 | GLAAD Media Awards           | Kiemelkedő vígjátéksorozat                                            | A sorozat | Jelölve  |
| 2020 | Gracie Allen Awards          | Kiemelkedő színészegyüttes                                            | A sorozat | Elnyerte |
| 2019 | Critics Choice Awards        | Legjobb mellékszereplő vígjátéksorozatban                             | Nico Santos | Jelölve  |
| 2019 | Imagen Foundation Awards     | Legjobb főműsoridős vígjátéksorozat                                   | A sorozat | Jelölve  |
| 2019 | Imagen Foundation Awards     | Legjobb televíziós színésznő                                          | America Ferrera | Jelölve  |
| 2018 | GLAAD Media Award            | Kiemelkedő vígjátéksorozat                                            | A sorozat | Jelölve  |
| 2018 | Imagen Foundation Awards     | Legjobb főműsoridős vígjátéksorozat                                   | A sorozat | Jelölve  |
| 2018 | Imagen Foundation Awards     | Legjobb televíziós színésznő                                          | America Ferrera | Jelölve  |
| 2018 | Motion Picture Sound Editors | Kiemelkedő teljesítmény hangvágásban                                  | Christopher B. Reeves, Gabrielle Gilbert Reeves, David Mann, Jason Tregoe Newman, Bryant J. Fuhrmann, Joseph T. Sabella, Jesi Ruppel, Gary Marullo | Elnyerte |
| 2018 | Teen Choice Awards           | Kedvenc televíziós színésznő                                          | America Ferrera | Jelölve  |
| 2017 | Casting Society of America   | Kiemelkedő teljesítmény vígjátéksorozat szereplőválogatásában         | Susie Farris, Collin Daniel, Brett Greenstein, Sherie Hernandez, Melanie Crescenz                                                                  | Jelölve  |
| 2017 | Gracie Allen Awards          | Kiemelkedő teljesítmény női főszereplőtől vígjátékban vagy musicalben | America Ferrera | Elnyerte |
| 2017 | Imagen Foundation Awards     | Legjobb főműsoridős vígjátéksorozat                                   | A sorozat | Jelölve  |
| 2017 | Golden Nymph                 | Legjobb vígjátéksorozat                                               | A sorozat | Jelölve  |
| 2017 | Golden Nymph                 | Kiemelkedő színésznő televíziós sorozatban                            | America Ferrera | Jelölve  |
| 2016 | Imagen Foundation Awards     | Legjobb televíziós színésznő                                          | America Ferrera | Elnyerte |

## Érdekességek
- Nico Santos és Nichole Sakura megpróbáltak munkát szerezni a Targetben, hogy többet megtudjanak a karaktereik élményeiről, de mindkettejüket visszautasították.[36]
- Mivel a pilotepizódot egy igazi hipermarketben forgatták, a vásárlók gyakran megközelítették a színészeket, összekeverve őket a valódi dolgozókkal.[13]
- Ben Feldman szerint a sorozat eredeti címe "The Greatest Love Story Ever Told" volt, azaz A valaha volt legnagyszerűbb szerelmi történet.[37]
- Annak ellenére, hogy az epizódokat egy stúdióban felépített mű-áruházban vették fel, a kasszák úgy működnek, mint egy igazi hipermarketben.[38]